# .sn
.sn — в Інтернеті, національний домен верхнього рівня (ccTLD) для Сенегалу.

## Домени 2-го та 3-го рівнів
В цьому національному домені нараховується близько 765,000 вебсторінок (станом на січень 2007 року).
У наш час використовуються та приймають реєстрації доменів 3-го рівня наступні доменні суфікси (відповідно, існують такі домени 2-го рівня):
| Суфікс  | Регламентовані користувачі          |
| .org.sn | Неприбуткові, неурядові організації |